# Flexão de perna

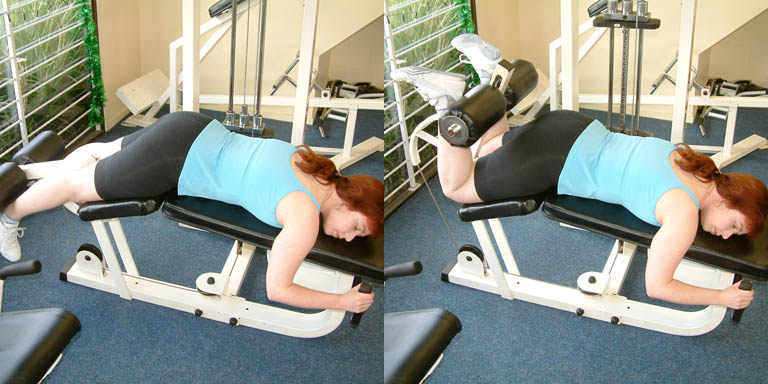
Flexão de perna sendo realizada com aparelho específico

Flexão de perna é um exercício de treinamento com pesos que trabalha a porção posterior da coxa.
Os principais agonistas deste exercício são: bíceps femoral, semitendinoso, semimembranoso e gastrocnêmio.
Os equipamentos mais conhecidos para a execução deste exercício são cadeira flexora e mesa flexora, mas outras variantes do exercício podem ser executadas como a flexão de perna em pé.